# ميشائيل نانشوف
ميشائيل نانشوف (بالإنجليزية: Michael Nanchoff)‏ (24 سبتمبر 1988 بنورث رويالتون في الولايات المتحدة - ) هو لاعب كرة قدم أمريكي في مركز الوسط. لعب مع فانكوفر وايتكابس وبورتلاند تمبرز وتامبا باي راوديز ‏ وCleveland Internationals ‏ وبروتلاند تمبرز 2 وVancouver Whitecaps FC U-23 ‏ ونادي جونكوبينغ سودرا ‏.

## وصلات خارجية
- ميشائيل نانشوف على موقع الدوري الأمريكي (الإنجليزية)
- ميشائيل نانشوف على موقع قاعدة بيانات كرة القدم.إي يو (الإنجليزية)
- ميشائيل نانشوف على موقع Soccerway.com (الإنجليزية)
- ميشائيل نانشوف على موقع AS.com (الإسبانية)